# Torre Barrina. Experiències d'Innovació Social
Torre Barrina és un servei públic de l'Ajuntament de l'Hospitalet a l'abast de la ciutadania, del teixit associatiu i empresarial i dels agents públics que té com a principal objectiu treballar per a la creació, la innovació, l'emprenedoria i el futur.
Torre Barrina es va presentar a la ciutadania de l'Hospitalet el maig de 2013 i va néixer amb la voluntat de convertir-se en un espai obert a la formació, la creació, la difusió, la innovació i l'emprenedoria en nous llenguatges audiovisuals i multimèdia, disseny web, maquetació i indústries creatives basades en les noves tecnologies de la informació i la comunicació (TIC).
Aquest centre de creació multimèdia posa els seus espais i recursos tècnics a l'abast de les associacions sense ànim de lucre, els centres educatius, les empreses, els agents públics i la ciutadania.
Es tracta d'un centre de recursos audiovisuals i multimèdia, un punt d'aprenentatge i un laboratori de projectes. Un espai on donar forma a les idees, compartir coneixements i fomentar el talent i l'emprenedoria.
Disposa d'aules digitals, espais de producció audiovisual, sales de reunions, un plató de TV, un control de realització, estudis de ràdio i so i una sala polivalent. Ofereix acompanyament en tots els processos del projecte.
El febrer de 2023 l'equipament va iniciar els actes dels seus deu anys de fundació coincidint amb les Jornades de Comunicació i Noves Tendències i la coincidència amb el Dia Mundial de la Ràdio.

## Ubicació
Torre Barrina s'ubica al barri de Collblanc de l'Hospitalet de Llobregat, concretament a l'edifici que porta el mateix nom que el propi equipament municipal, Torre Barrina, al parc de la Marquesa.
Un edifici catalogat protegit com a bé cultural d'interès local.

## Projectes
L'equipament desenvolupa els seus projectes en quatre grans eixos:
- Tech LH
- Identitat LH
- Comunitat LH
- Talent LH

Per altra banda també du a terme projecte en l'àmbit educatiu en col·laboració amb centres educatius de la ciutat.

## Instal·lacions
L'equipament municipal disposa d'una sala polivalent (planta baixa), dues aules multimèdia (planta 1), dues aules polivalents (plantes 1 i 2), una aula per reunions (planta 2), un estudi de producció multimèdia (planta 2), un estudi de ràdio (planta 2), un edició i postproducció d'àudio i vídeo (planta 3), una aula de grafisme, edició i postproducció d'àudio i vídeo (planta 3), un plató de TV (planta 3) i un control de realització (planta 3).